# اوچومی
اوچومی (uchumi) شرکت خرده‌فروشی کنیایی است، که در سال ۱۹۷۵ تأسیس شد.